# Teodor Gavrilaș
Teodor Gavrilaș (n. 22 iunie 1955) este un fost deputat român în legislatura 1996-2000, ales în județul Satu-Mare pe listele partidului USD-PD. Teodor Gavrilaș a fost validat ca deputat pe data de 28 februarie 1998 și l-a înlocuit pe deputatul Radu Budeanu.

## Controverse
Teodor Gavrilaș a fost trimis în judecată pe 30 decembrie 2021 de procurorii Parchetului de pe lângă Tribunalul Satu Mare pentru săvârșirea infracțiunii de evaziune fiscală.